# 1754
| [ Edytuj tabelę ]              | |
| Król Polski                    | - 1733 August III Sas 1763 |
| Emir Afganistanu               | - 1747 Ahmed Szah Abdali (padyszach) 1772 |
| Współksiążęta Andory           | - 1747 Sebastià José de Victoria de Emparán de Loyola 1756 - 1715 Ludwik XV 1774                                                                     |
| Elektor Bawarii                | - 1745 Maksymilian III Józef 1777 |
| Sułtan Brunei                  | - 1745 Hussin Kamaluddin 1762 |
| Cesarz Chin                    | - 1735 Qianlong 1796 |
| Król Czech                     | - 1743 Maria Teresa 1780 |
| Król Danii                     | - 1746 Fryderyk V 1766 |
| Dalajlama                      | - 1708 Kelzang Gjaco 1757 |
| Cesarz Etiopii                 | - 1730 Ijasu II 1755 |
| Król Francji                   | - 1715 Ludwik XV 1774 |
| Król Hiszpanii                 | - 1746 Ferdynand VI 1759 |
| Landgraf Hesji-Kassel          | - 1751 Wilhelm VIII Heski 1760 |
| Stadhouder Holandii            | - 1751 Wilhelm V Orański 1795 |
| Szach Iranu                    | - 1750 Karim Chan 1779 |
| Państwo Wielkich Mogołów       | - 1748 Ahmad Szah Bahadur 1754 - 1754 Alamgir II 1759                                                                                                |
| Król Irlandii                  | - 1727 Jerzy II Hanowerski 1760 |
| Cesarz Japonii                 | - 1747 Momozono 1762 |
| Kalif                          | - 1736 Mahmud I 1754 - 1754 Osman III 1757 |
| Patriarcha Konstantynopola     | - 1752 Cyryl V 1757 |
| Władca Korei                   | - 1724 Yŏngjo 1776 |
| Emir Kuwejtu                   | - 1752 Sabah I 1762 |
| Książę Liechtensteinu          | - 1748 Józef Wacław 1772 |
| Sułtan Maroka                  | - 1745 Abdullah ibn Ismail 1757 |
| Książę Monako                  | - 1733 Honoriusz III 1793 |
| Król Nawarry                   | - 1710 Ludwik XV 1774 |
| Król Norwegii                  | - 1746 Fryderyk V 1766 |
| Sułtan Omanu                   | - 1749 Ahmad ibn Sa’id 1783 |
| Elektor Palatynatu             | - 1742 Karol IV Teodor 1799 |
| Papież                         | - 1740 Benedykt XIV 1758 |
| Książę Parmy i Piacenzy        | - 1748 Filip 1765 |
| Król Portugalii                | - 1750 Józef 1777 |
| Król w Prusach                 | - 1740 Fryderyk II Wielki 1772 |
| Car Rosji                      | - 1741 Elżbieta 1762 |
| Cesarz Rzymski (niemiecki)     | - 1745 Franciszek I Lotaryński 1765 |
| Kapitanowie Regenci San Marino | - 1753 Filippo Manenti Belluzzi Marc' Antonio Tassini 1754 - 1754 Girolamo Gozi Vincenzo Moracci 1754 - 1754 Francesco Maccioni Ottavio Fazzini 1755 |
| Elektor Saksonii               | - 1733 Fryderyk August II (król Polski) 1763 |
| Król Sardynii                  | - 1730 Karol Emanuel III 1773 |
| Król Szwecji                   | - 1751 Adolf Fryderyk 1771 |
| Król Tajlandii                 | - 1733 Boromma Kot 1758 |
| Sułtan Turków                  | - 1730 Mahmud I 1754 - 1754 Osman III 1757 |
| Doża Wenecji                   | - 1752 Francesco Loredano 1762 |
| Król Węgier                    | - 1740 Maria Teresa 1780 |
| Monarcha Wielkiej Brytanii     | - 1727 Jerzy II 1760 |
| Premier Wielkiej Brytanii      | - 1743 Henry Pelham 1754 - 1754 Thomas Pelham-Holles 1756                                                                                            |

Rok 1754 / MDCCLIV
stulecia: XVII wiek ~
XVIII wiek ~
XIX wiek

lata: 1744 «
1749 «
1750 «
1751 «
1752 «
1753 «
1754
» 1755
» 1756
» 1757
» 1758
» 1759
» 1764

## Wydarzenia w Polsce
- 5 października – papież Benedykt XIV mocą brewe Quaecumque ad maiorem ustanowił pierwszą polską prowincję kapucynów, podzieloną na dwie kustodie: polską i ruską (wołyńską). Prowincjałem został o. Jan Piotr z Potulic.
- 2 listopada – Maria Teresa Habsburg przekształciła dotychczasowe bielskie wolne państwo stanowe w Księstwo Bielskie, nadając właścicielom tytuł księcia.
- Papież zatwierdził reformę polskiego szkolnictwa przeprowadzoną przez pijara Stanisława Konarskiego.

## Wydarzenia na świecie
- Wybuch wojny Brytyjczyków z Francuzami i sprzymierzonymi z nimi Indianami, będącej jedną z przyczyn, a następnie częścią wojny siedmioletniej.
- 28 maja – wojna o kolonie amerykańskie: zwycięstwo wojsk brytyjskich w bitwie pod Jumonville Glen.
- 25 sierpnia – poświęcono katedrę w Padwie.
- 31 października – na mocy aktu fundacyjnego Jerzego II otwarto Kolegium Królewskie (Kings College) w Nowym Jorku, przemianowane później na Columbia College.
- 2 listopada – Maria Teresa Habsburg przekształciła dotychczasowe bielskie wolne państwo stanowe w Księstwo Bielskie, nadając tym samym jego właścicielom tytuł księcia.

## Urodzili się
- 1 stycznia – August F. Globensky, lekarz i aptekarz, pionier polskiego osadnictwa w Kanadzie (zm. 1830)
- 2 lutego – Charles-Maurice de Talleyrand-Périgord, francuski polityk i dyplomata (zm. 1838)
- 4 lutego - Karol Surowiecki, franciszkanin, apologeta, przeciwnik Stanisława Kostki Potockiego i dzieła Podróż do Ciemnogrodu (zm. 1824)
- 8 lutego - Isaac Tichenor, amerykański prawnik, polityk, senator ze stanu Vermont (zm. 1838)
- 20 lutego - Stephen Row Bradley, amerykański prawnik, polityk, senator ze stanu Vermont (zm. 1839)
- 21 kwietnia - Mikołaj Jan Manugiewicz, polski duchowny katolicki pochodzenia ormiańskiego, biskup pomocniczy warszawski, biskup sejneński (zm. 1834)
- 4 czerwca – Franz Xaver von Zach, niemiecko-węgierski astronom (zm. 1832)
- 18 czerwca - Anna Maria Lenngren, szwedzka poetka (zm. 1817)
- 20 czerwca - Amalia Fryderyka, księżna badeńska (zm. 1832)
- 15 sierpnia - Benjamin Hawkins, amerykański polityk, senator ze stanu Karolina Północna (zm. 1818)
- 23 sierpnia – Ludwik XVI Burbon, król Francji (zm. 1793)
- 4 października
  - Katarzyna Jarrige, francuska tercjarka dominikańska, błogosławiona katolicka (zm. 1836)
  - Franciszek Skarbek-Malczewski, polski duchowny katolicki, arcybiskup warszawski, prymas Królestwa Polskiego (zm. 1819)
- 20 października - James Hillhouse, amerykański polityk, senator ze stanu Connecticut (zm. 1832)
- 22 listopada - Abraham Baldwin, amerykański prawnik, polityk, kapelan, senator ze stanu Georgia (zm. 1807)
- 26 listopada – Georg Forster, polsko-niemiecki przyrodnik szkockiego pochodzenia, etnolog, podróżnik (zm. 1794)
- data dzienna nieznana: 
  - Jakub Gabriel Galais francuski duchowny katolicki, męczennik, błogosławiony (zm. 1792)
  - Józef Zhang Dapeng, chiński męczennik, święty katolicki (zm. 1815)

## Zmarli
- 28 stycznia – Ludvig Holberg, duński pisarz, twórca duńskiego języka literackiego (ur. 1684)
- 14 sierpnia – Maria Anna Habsburg, królowa Portugalii (ur. 1683)
- 8 października – Henry Fielding, brytyjski pisarz, publicysta (ur. 1707)
- 27 listopada – Abraham de Moivre, matematyk francuski (ur. 1667)
- 13 grudnia – Mahmud I, sułtan turecki (ur. 1696)

## Święta ruchome
- Tłusty czwartek: 21 lutego
- Ostatki: 26 lutego
- Popielec: 27 lutego
- Niedziela Palmowa: 7 kwietnia
- Wielki Czwartek: 11 kwietnia
- Wielki Piątek: 12 kwietnia
- Wielka Sobota: 13 kwietnia
- Wielkanoc: 14 kwietnia
- Poniedziałek Wielkanocny: 15 kwietnia
- Wniebowstąpienie Pańskie: 23 maja
- Zesłanie Ducha Świętego: 2 czerwca
- Boże Ciało: 13 czerwca